# Batrach
Batrach (Halobatrachus didactylus) – gatunek ryby z rodziny batrachowatych (Batrachoididae).

## Występowanie
Występuje we wschodnim Atlantyku od Zatoki Biskajskiej po Ghanę oraz zachodnią część Morza Śródziemnego. Notowany w rzece Gambia.
Żyje samotnie na głębokości 10–50 metrów, na dnie piaszczysto-mulistym lub mulistym, często zagrzebuje się częściowo w podłożu lub chowa w szczelinach skalnych.

## Cechy morfologiczne
Osiąga średnio 35 cm długości (maksymalnie 50 cm). W płetwie grzbietowej 19–21 promieni. Płetwa ogonowa zaokrąglona.

## Odżywianie
Żywi się skorupiakami, mięczakami i niewielkimi rybami.

## Rozród
Ikrą, dość dużych rozmiarów, opiekuje się samiec.